# Хуторское сельское поселение (Омская область)
Хуторское се́льское поселе́ние — муниципальное образование в Тюкалинском районе Омской области Российской Федерации.
Административный центр — село Хутора.

## История
Статус и границы сельского поселения установлены Законом Омской области от 30 июля 2004 года № 548-ОЗ «О границах и статусе муниципальных образований Омской области».

## Население
| 2010 | 2011 | 2012 | 2013 | 2014 | 2015 | 2016 |
| ---- | ---- | ---- | ---- | ---- | ---- | ---- |
| 964  | ↘961 | ↘909 | ↘874 | ↘859 | ↘828 | ↘793 |
| 2017 | 2018 | 2019 | 2020 | 2021 | 2023 |      |
| ↗797 | ↘765 | ↘752 | ↘743 | ↘542 | ↘502 |      |

## Состав сельского поселения
| № | Населённый пункт | Тип населённого пункта       | Население |
| - | ---------------- | ---------------------------- | --------- |
| 1 | Гурково          | деревня                      | ↘17       |
| 2 | Колькуль         | деревня                      | 14        |
| 3 | Луговая          | деревня                      | ↘84       |
| 4 | Островная        | деревня                      | ↘155      |
| 5 | Соколовка        | деревня                      | ↘172      |
| 6 | Хутора           | село, административный центр | 522       |